# Johann Michael Rottmayr
Johann Michael Rottmayr (ur. 11 grudnia 1656 w Laufen, zm. 25 października 1730 w Moguncji) – austriacki malarz i freskant epoki baroku.

## Życiorys
Urodził się w rodzinie Friedricha (handlarza i organisty) i Margerety (malarki). Pierwsze nauki pobierał u matki a następnie
kształcił się od 1675 do 1688 u Johanna Karla Lotha (1632–1698) w Wenecji. Od 1689 pracował w Wiedniu i Salzburgu, gdzie był nadwornym malarzem arcyksięcia Salzburga. W 1704 roku wyniesiony do stanu szlacheckiego otrzymał przydomek von Rosenbrunn.

## Twórczość
Początkowo pod wpływem Lotha, później tworzył inspirowany pracami Rubensa. Stosował intensywną, jasną i wyrazistą kolorystykę, preferując żółcie, błękity i róże.
Wybór prac za NDB i ADB:
- 1686–1687 – malowidła w Cappella del Crocifisso  w katedrze w Trydencie
- 1689 – freski w komnacie Karabinierisaal, Salzburger Residenz
- ok. 1691 – Opferung der Iphigenie, Belweder w Wiedniu
- 1691 – Himmelfahrt Christi, Michaelbeuren
- 1693–1695 – Geilige Agnes, katedra św. Szczepana w Pasawie
- 1694 – Heiliger Sebastian, katedra w Pasawie
- 1696 – Himmelfahrt Mariens, Heiligenkreuz
- 1697 – Engelssturz, kaplica na zamku Tittmoning
- 1698 – Heiliger Lukas und heilige Caecilie, kościół w Laufen
- 1702 – Heiliger Beno, Stara Pinakoteka w Monachium
- 1704–1706 – freski w Kościół Imienia Jezus we Wrocławiu
- 1706–1708 – alegorie na motywach mitologicznych, Palais Liechtenstein w Wiedniu
- 1708 – Heilige Familie, Kajetanerkirche w Salzburgu
- 1709 – Martyrium der heiligen Barbara, Johannesspitalkirche w Salzburgu
- 1713–1714 – freski na kopule kościoła św. Piotra w Wiedniu
- 1716–1723 – freski w kościele opactwa Benedyktynów w Melku
- 1717-1718 – Sieg der Schönbornschen Tugenden über dem Laster, pałac Weißenstein w Pommersfelden
- 1723 – Anbetung der Könige, kościół opactwa Benedyktynów w Melku
- 1726–1729 – freski kopuły kościoła św. Karola Boromeusza w Wiedniu
- 1716–1722 – freski kościoła św. Piotra i Pawła w opactwie Benedyktynów w Melku
- 1729 – freski w kościele opactwa w Klosterneuburgu

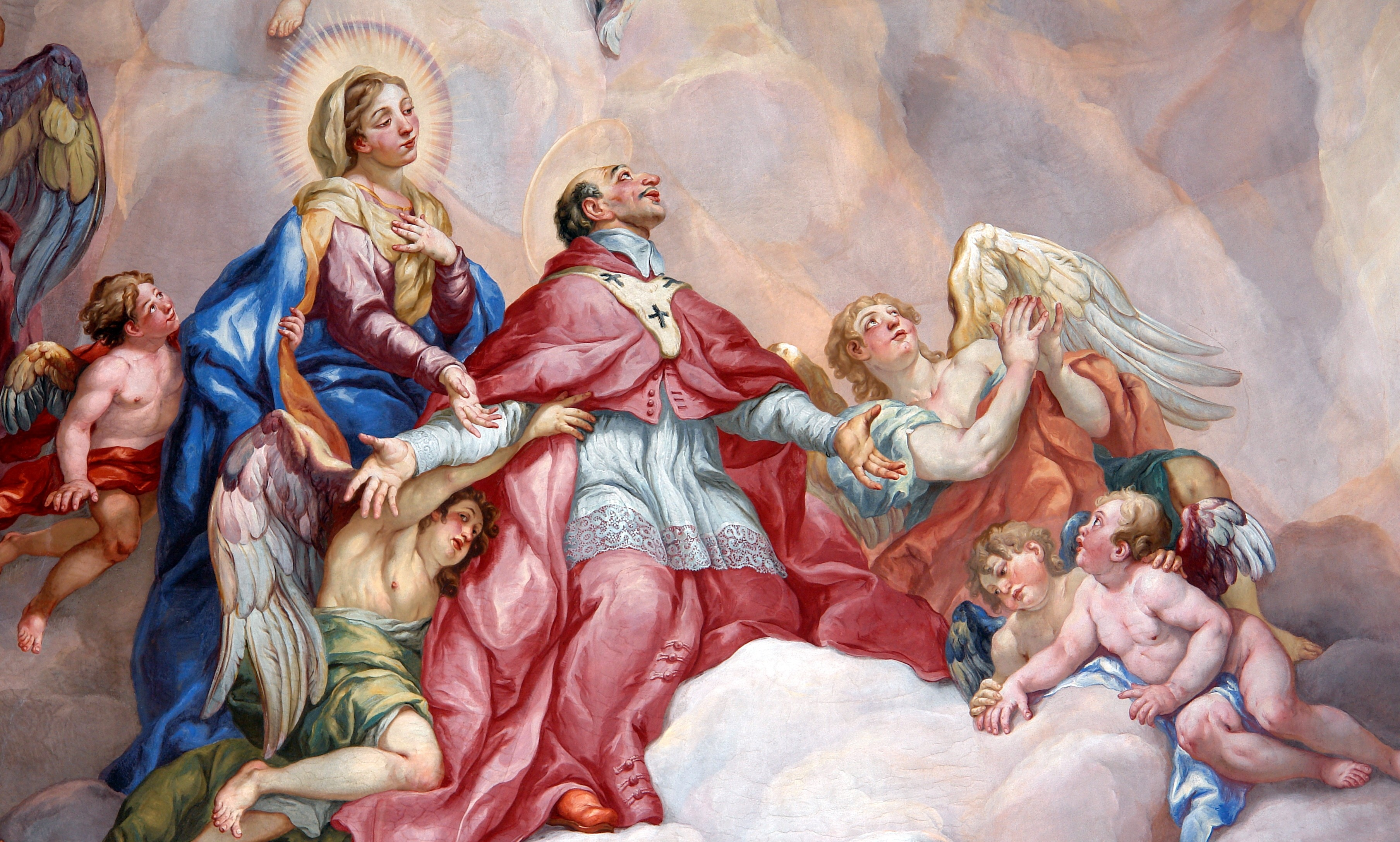
Wstawiennictwo św. Karola Boromeusza wspierane przez Maryję Dziewicę, kościół św. Karola Boromeusza w Wiedniu
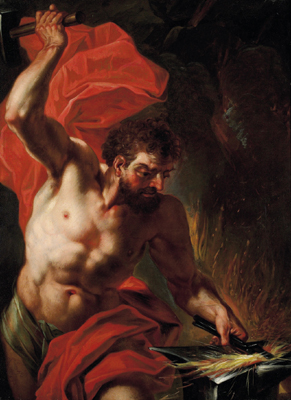
Wulkan, kolekcja prywatna
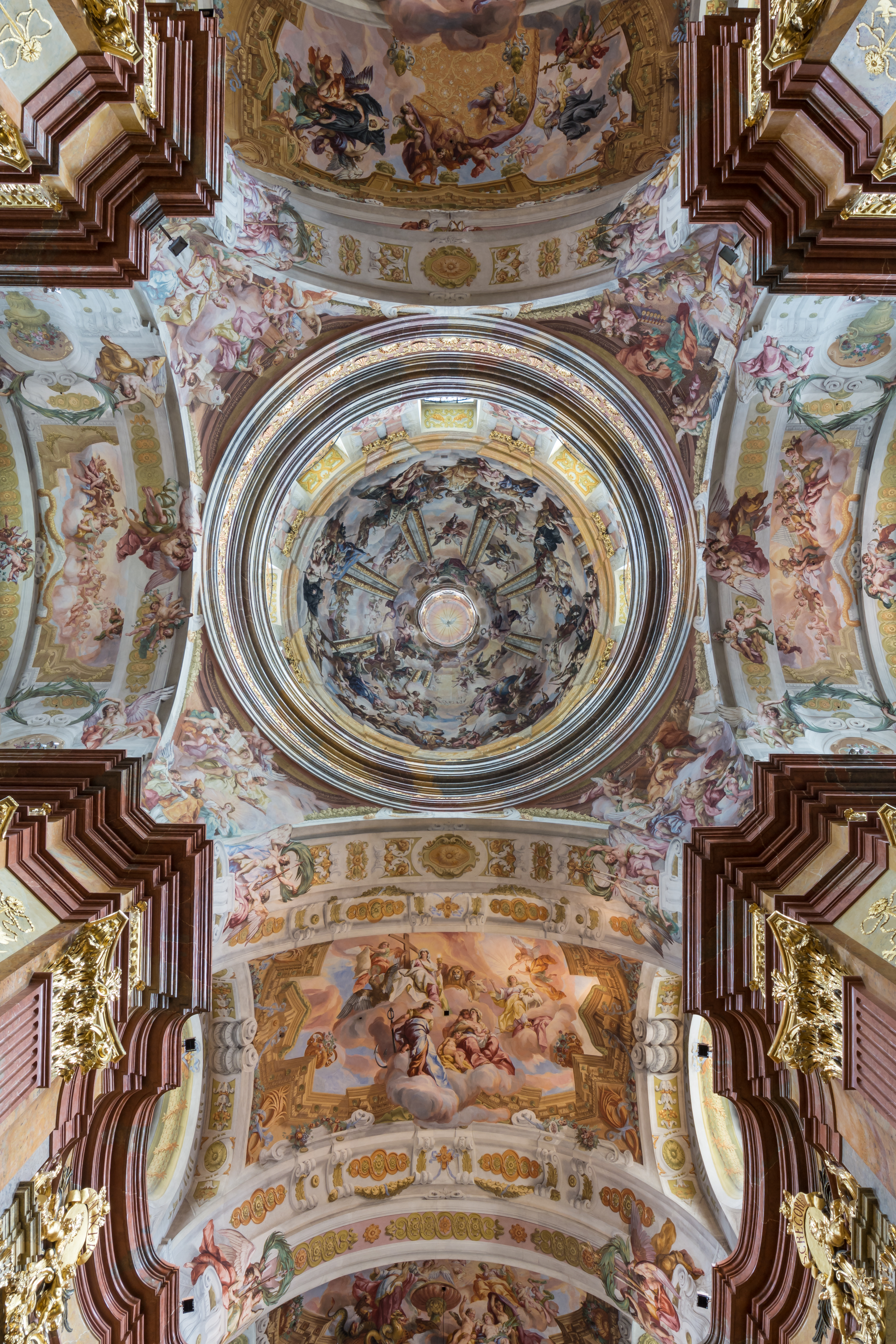
Freski, kościół św. Piotra i Pawła w opactwie Benedyktynów w Melku
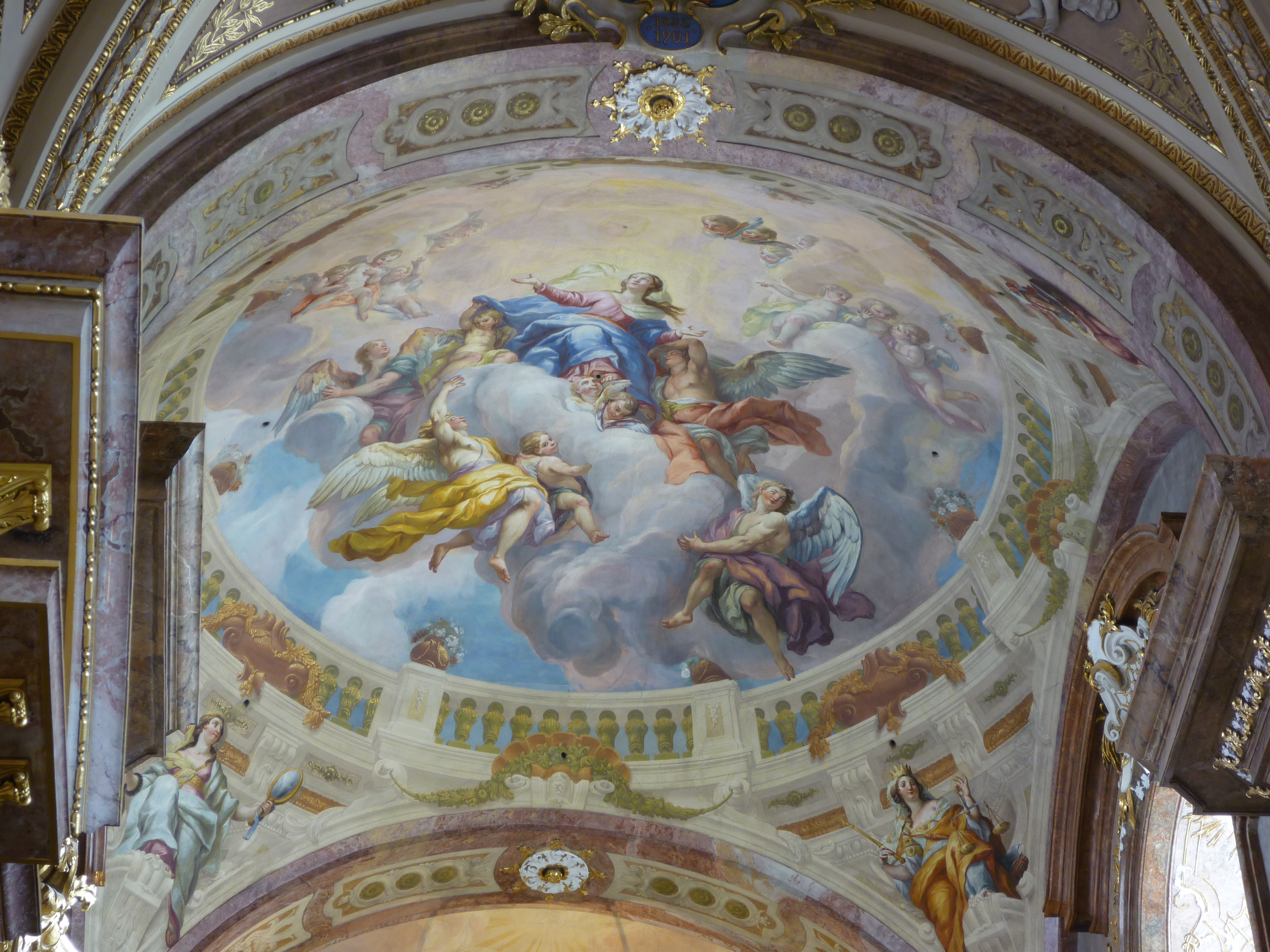
Freski, kościół w opactwie w Klosterneuburgu

## Upamiętnienie
- W 1894 roku imieniem Rottmayra nazwano ulicę w dwunastej dzielnicy Wiednia – Rottmayrgasse[3]